# Somankidy
Somankidy è un comune urbano del Mali facente parte del circondario di Kayes, nella regione omonima.